# موکاما
موکاما (به انگلیسی: Mokama) یک منطقهٔ مسکونی در هند است که در بخش پاتنا واقع شده‌است. موکاما ۲۰۲٬۴۱۱ نفر جمعیت دارد و ۴۸ متر بالاتر از سطح دریا واقع شده‌است.